# Управление контртеррористической и финансовой разведки
Управление контртеррористической и финансовой разведки (англ. Office of Terrorism and Financial Intelligence, TFI) — подразделение министерства финансов США, задачами которого являются сбор информации и подготовка экспертных оценок по экономическим и валютно-финансовым вопросам, изучение экономического положения иностранных государств, предупреждение о событиях и тенденциях в финансовой сфере, которые могут затронуть интересы безопасности США. В соответствии с законом № 12333 от 4 декабря 1981 «О разведывательной деятельности Соединённых Штатов» входит в состав разведывательного сообщества США.

## История
В структуре министерства финансов США разведывательное подразделение появилось в 1961 и тогда называлось Управлением национальной безопасности (Office of National Security), в 1977 оно было переименовано в Управление разведывательного обеспечения (Office of Intelligence Support).
В декабре 2004 получило своё нынешнее название — Управление финансовой разведки и изучения терроризма (Office of Terrorism and Financial Intelligence), при этом круг задач этой структуры был существенно расширен — приоритетами в её деятельности стало отслеживание финансирования террористических групп, финансирования распространения оружия массового поражения в странах, не входящих в «ядерный клуб», и другие ключевые угрозы национальной безопасности США.
Численность персонала и величина бюджета засекречены, по некоторым сведениям, в 2010 финансовом году бюджет Управления составил 64,6 миллионов долларов.

## Организационная структура
Директор Управления по своему статусу является помощником министра финансов США (Assistant Secretary) и назначается на должность президентом с согласия Сената.
Организационная структура Управления включает в себя:
- Управление по финансовым преступлениям и финансированию терроризма (англ. Office of Terrorist Financing and Financial Crimes);
- Информационно-аналитическое управление (англ. Office of Intelligence and Analysis);
- Управление по контролю за иностранными активами (англ. Office of Foreign Assets Control);
- Сеть контроля преступности в сфере финансов (англ. Financial Crime Enforcement Network);
- Исполнительное бюро конфискации активов (англ. Treasury Executive Office for Asset Forfeiture).